# Комісар (військова посада)
Комісар — (curator [oris, m]; commissarius [ii, m]; (лат.)) призначений у підрозділ, частину, з'єднання, об'єднання спеціальний представник політичного керівництва держави (або урядової партії), який здійснює політичний нагляд за військовим командуванням і особовим складом, а також проводить у частині політико-просвітницьку та виховну роботу.
Офіцерська посада політичного наставника у всіх формуваннях РСЧА, починаючи з роти (батареї, ескадрильї). В СРСР були звання «політрук» (від рос. политический руководитель, полит.рук.) і «замполіт» (від рос. заместитель командира по политической части, зам.полит.), адже словотворення та вживання української мови було під тиском заборони та переслідувалося. Паралельно існувала стара назва — «комісар». Впродовж віків складовою частиною війська було капеланство (військове душпастирство, військові священики, духовна опіка у війську). Яке радянський уряд (наприклад в УРСР після поразки УНР) примусово замінив на атеїстів з посадою «політичних керівників» від КПУ (насправді членів КПРС). Після проголошення незалежності України стара підросійська номенклатура УРСР з радянськими стереотипами зашкарублого мислення здатна була лишень перетворити структуру «політруків» на Соціально-психологічну службу на протистояння тенденціям впровадження капеланства. Хоча інші країни колишнього СРСР та «країн Варшавського договору» провели люстрацію проти носіїв підросійської ментальності з епохи СРСР та впровадили капеланство раніше від України.

## Історія
Вважається, що перші комісари з'явились у XVI столітті в арміях італійських республік. Ці армії формувались із найманців, комісари в них контролювали лояльність військ і командирів до тих, хто їх найняв. Надалі комісари вводились неодноразово у різних державах, як правило, під час революцій чи громадянських війн, зокрема, у французькій армії після Великої французької революції. В американській армії під час війни за незалежність США комісари здійснювали контроль за лояльністю командирів військових підрозділів, які воювали на боці американських колоністів, а також за політичним і моральним станом особового складу.

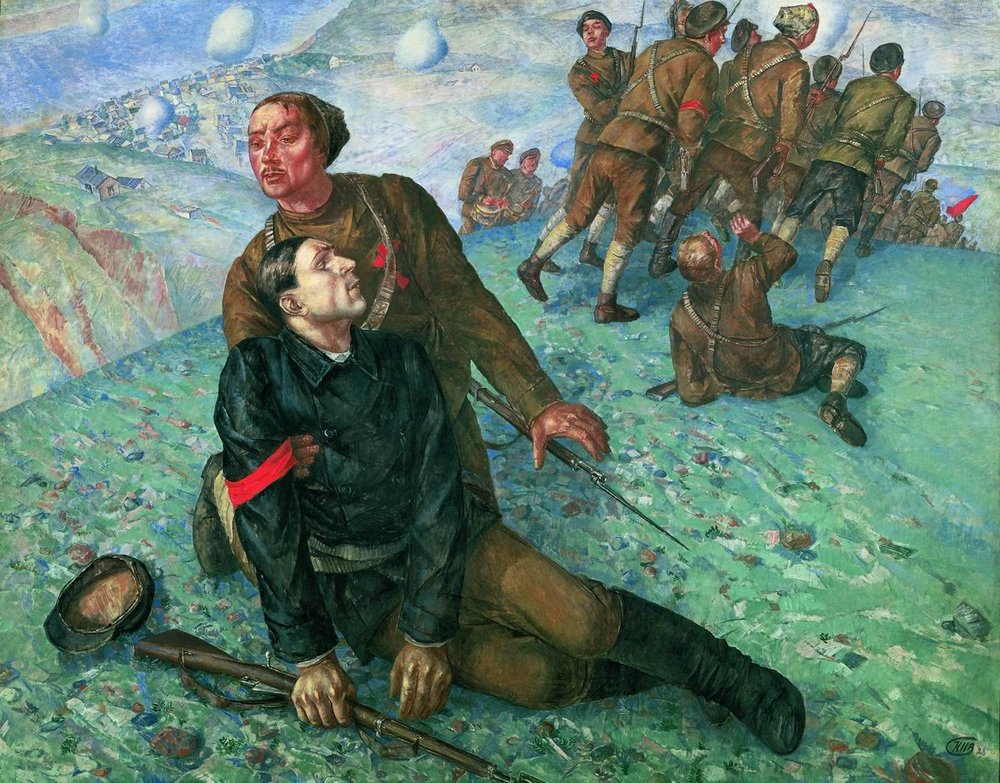
К. С. Петров-Водкін. Смерть комісара (1928)

В Росії комісари вперше почали з'являтись у військових частинах після Лютневої революції 1917 у зв'язку з нелояльністю низки офіцерів до нової влади, а остаточно інститут комісарів було закріплено законодавчо під час створення Червоної Армії. Одним з перших досвідів застосування військових фахівців був під час призначення підполковника Російської Армії В. Муравйова 1917 року начальником оборони Петрограда. Як згадував Троцький: «При Муравйові перебувало чотири матроса і один солдат, з інструкцією — пильнувати та не знімати руки з револьвера. Таким був зародок комісарської системи».
Всеросійське бюро військових комісарів на чолі з Костянтином Юренєвим було започатковано 8 квітня 1918 року. Наказом РВР від 5 грудня 1918 року встановлювалось, що керівництво всією політичною роботою фронту й тилу, так само як і розподіл всіх партійних сил, мобілізованих для роботи в Червоній Армії, належить Всеросійському бюро військових комісарів, яке діяло у тісному контакті й за директивами ЦК РКП(б).
З 1919 року в частинах Червоної Армії з'явилась посада політрук (скорочення від «политический руководитель») — заступник командира з політичної частини. Політруки виконували роль комісарів у нижчих ланках армійського управління, на рівні роти й нижче, та не мали настільки широких прав, як комісари підрозділів. Фактично політруки виконували функції «молодших» командирів підрозділів, проводячи політико-виховну роботу й виконуючи частину адміністративних функцій.
З 1925 року посада комісара була скасована у тих частинах і з'єднаннях, якими командували командири-комуністи. Такі командири самі вважались комісарами своїх частин, при цьому командирі мав бути помполіт — помічник командира з політичної частини. Оскільки кількість безпартійних командирів постійно скорочувалась, комісарів також ставало все менше.
1935 року, під час відновлення системи військових звань, були запроваджені спеціальні звання для політпрацівників: «молодший політрук», «політрук» і «старший політрук», які відповідали загальним військовим званням «лейтенант», «старший лейтенант» і «капітан». Старші політпрацівники мали спеціальні звання зі словом «комісар»: «батальйонний комісар» (майор), «полковий комісар» (полковник), «дивізійний комісар» (комдив) тощо. Ці політпрацівники, незважаючи на наявність слова «комісар» у званні, найчастіше займали посади помполітів, тобто комісарами, як такими, не були.

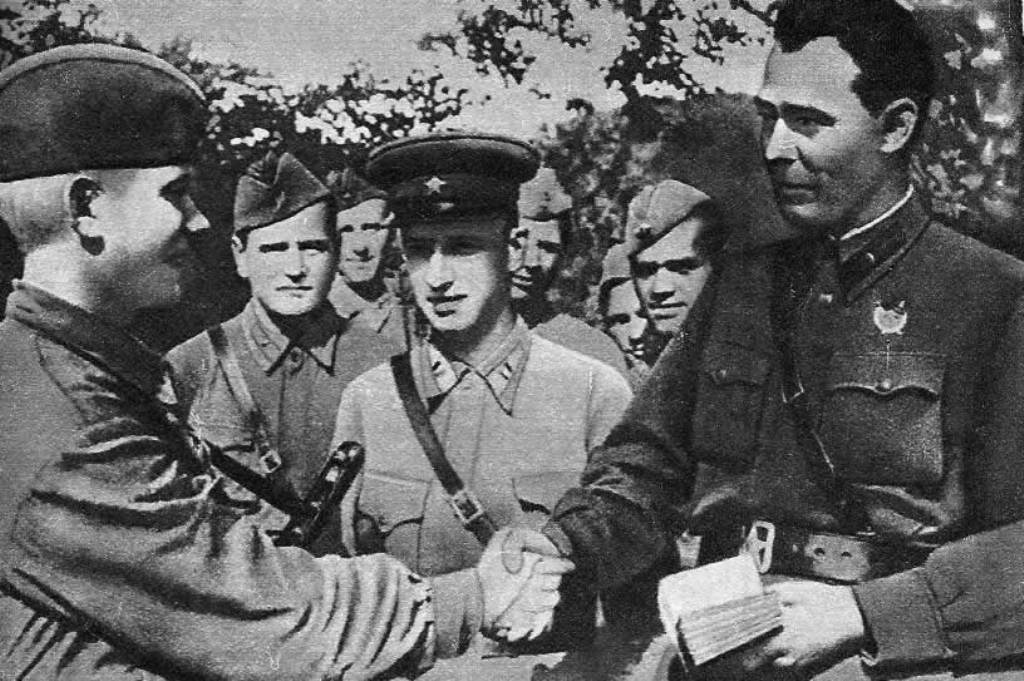
Бригадний комісар Леонід Брежнєв (крайній праворуч) вручає партійний квиток червоноармійцю. 1942 р.

## Спеціальні військові звання армійських політпрацівників у 1937–1942 роках
У дужках — відповідність званню командного складу.
- Заступник політрука (старшина)
- Молодший політрук (лейтенант)
- Політрук (старший лейтенант)
- Старший політрук (капітан)
- Батальйонний комісар (майор)
- Старший батальйонний комісар (підполковник) — з 1 вересня 1939 року
- Полковий комісар (полковник)
- Бригадний комісар (комбриг)
- Дивізійний комісар (комдив/генерал-майор)
- Корпусний комісар (комкор/генерал-лейтенант)
- Армійський комісар 2-го рангу (командарм 2-го рангу/генерал-полковник)
- Армійський комісар 1-го рангу (командарм 1-го рангу/генерал армії)
- Генеральний армійський комісар (Армійський комісар-генерал).[3]